# Doors (Unix)
Doors (з англ. двері) — механізм взаємодії між процесами, який використовується в низці операційних систем сімейства Unix, різновид функціонального виклику.
Розроблено корпорацією Sun Microsystems для операційної системи Spring, потім реалізовано в Solaris у версії 2.5 як недокументований внутрішній інтерфейс. Документовано в Solaris 2.6, хоча Sun вважала Doors API експериментальним. У наступних версіях Solaris механізм використовується досить широко, зокрема, в nscd (англ. name service cache daemon) і syslog.
Механізм був портований у Linux, доступний у системах із ядрами 2.4.18 і новіше.